# Brad Friedel
Bradley Howard Friedel (Lakewood, 18 mei 1971) is een Amerikaans voormalig doelman in het betaald voetbal. Hij speelde van 1994 tot en met 2015 voor achtereenvolgens Brøndby IF, Galatasaray SK, Liverpool, Blackburn Rovers, Aston Villa en Tottenham Hotspur. Van 1992 tot en met 2005 speelde hij 82 interlands voor het Amerikaans voetbalelftal. Nadien werd hij trainer.

## Clubcarrière
Friedel begon met voetballen in Bay Village waar hij opgroeide en speelde voor onder meer het schoolteam van de Bay High School. Hij ging ermee door aan de University of California en viel daar op bij de nationale bond, dat hem mee wilde hebben naar het WK 1994. Friedel ging op zoek naar een Europese club die hem wilde hebben, maar hij werd telkens verhinderd te tekenen omdat hij steeds geen werkvergunning kreeg. Daarop tekende hij een contract bij de United States Soccer Federation (USSF) om zich met hun steun te kunnen voorbereiden op het WK.
Omdat Friedel het ook na het WK niet voor elkaar kreeg een werkvergunning te krijgen in Groot-Brittannië, kwam hij met de USSF een huur overeen aan Brondby IF. Één seizoen later werd hij naar Galatasaray SK gehaald, maar na één seizoen keerde hij terug naar de VS om er voor Columbus Crew te gaan spelen. Toen Liverpool FC Friedel in december 1997 opnieuw naar Europa wilde halen, kreeg dat - in hoger beroep - een werkvergunning voor hem geregeld op basis van de stelling dat hij weliswaar geen 75% van de interlands in de twee voorgaande jaren speelde, maar daar wel dichtbij zat. De club betaalde vervolgens $ 1.700.000,- voor hem aan Columbus.
Friedel stond drie seizoenen onder contract bij Liverpool, maar was er voornamelijk reservekeeper achter David James. In 2000 verkaste hij naar Blackburn Rovers FC en speelde hij daar in één jaar meer dan in heel zijn Liverpool-tijd. In de zeven seizoenen die volgden in Blackburn, speelde hij op vijf na alle competitiewedstrijden van de club in de Premier League. In juli 2008 tekende Friedel vervolgens een driejarig contract bij Aston Villa FC. In de zomer van 2011 verkaste hij op 40-jarige leeftijd nog naar Tottenham Hotspur, waar hij vervolgens geen enkele competitiewedstrijd miste. Friedel kwam in oktober 2012 voor de 310de speelronde op rij in actie in de Premier League, een competitierecord.
Naast zijn actieve carrière bestiert Friedel zijn eigen voetbalschool in de Verenigde Staten. Daarmee ging hij een samenwerkingsverband aan met Cercle Brugge.
Op 26 december 2012 verlengde Friedel zijn contract bij Tottenham Hotspur tot de zomer van 2014 en in juni van dat jaar tot medio 2015. Friedel maakte in mei 2015 op de website van Tottenham bekend dat hij aan het eind van het seizoen zijn carrière in het betaald voetbal beëindigde.

## Interlandcarrière
Friedel debuteerde op 3 september 1992 in de vriendschappelijke uitwedstrijd tegen Canada (0-2) in het Amerikaanse nationale elftal, net als middenvelder Cobi Jones en aanvaller Joe-Max Moore. Tevens maakte hij deel uit van de selectie, die in 1991 de gouden medaille won bij de Pan-Amerikaanse Spelen door in de finale Mexico met 2-1 te verslaan. In 1994 ging hij als reservekeeper achter Tony Meola mee naar het WK 1994 in eigen land, maar kwam daar niet in actie. Op het WK 1998 keepte Friedel de derde groepswedstrijd van Amerika tegen Joegoslavië (0-1 verlies), nadat Kasey Keller de eerste twee duels op doel stond. Hij speelde op het WK 2002 vervolgens alle vijf de wedstrijden van de Amerikanen tot en met de kwartfinale, waarin Duitsland met 1-0 te sterk was door een doelpunt van Michael Ballack.

## Erelijst
- Deelname aan het WK 1994 in de Verenigde Staten
- Deelname aan het WK 1998 in Frankrijk (één wedstrijd)
- Deelname aan het WK 2002 in Zuid-Korea/Japan (vijf wedstrijden, één gele kaart)
- Deelname aan de FIFA Confederations Cup 1999 (twee wedstrijden)
- Winnaar van de Turkse beker met Galatasaray in 1996
- Winnaar van de League Cup met Blackburn Rovers in 2002

## Cluboverzicht
| Seizoen  | Club                            | Competitie          | Duels | Goals |
| -------- | ------------------------------- | ------------------- | ----- | ----- |
| 1992-    | United States Soccer Federation | Niet van toepassing | -     | -     |
| 1994-'95 | → Brøndby IF                    | Superligaen         | 10    | 0     |
| 1995-'96 | Galatasaray SK                  | Süper Lig           | 30    | 0     |
| 1996     | Columbus Crew                   | Major League Soccer | 9     | 0     |
| 1997     | Columbus Crew                   | Major League Soccer | 29    | 0     |
| 1997-'98 | Liverpool                       | Premier League      | 11    | 0     |
| 1998-'99 | Liverpool                       | Premier League      | 12    | 0     |
| 1999-'00 | Liverpool                       | Premier League      | 2     | 0     |
| 2000-'01 | Liverpool                       | Premier League      | 0     | 0     |
| 2000-'01 | Blackburn Rovers                | Premier League      | 27    | 0     |
| 2001-'02 | Blackburn Rovers                | Premier League      | 36    | 0     |
| 2002-'03 | Blackburn Rovers                | Premier League      | 37    | 0     |
| 2003-'04 | Blackburn Rovers                | Premier League      | 36    | 1     |
| 2004-'05 | Blackburn Rovers                | Premier League      | 38    | 0     |
| 2005-'06 | Blackburn Rovers                | Premier League      | 38    | 0     |
| 2006-'07 | Blackburn Rovers                | Premier League      | 38    | 0     |
| 2007-'08 | Blackburn Rovers                | Premier League      | 38    | 0     |
| 2008-'09 | Aston Villa                     | Premier League      | 38    | 0     |
| 2009-'10 | Aston Villa                     | Premier League      | 38    | 0     |
| 2010-'11 | Aston Villa                     | Premier League      | 38    | 0     |
| 2011-'12 | Tottenham Hotspur               | Premier League      | 38    | 0     |
| 2012-'13 | Tottenham Hotspur               | Premier League      | 11    | 0     |
| 2013-'14 | Tottenham Hotspur               | Premier League      | 1     | 0     |
| 2014-'15 | Tottenham Hotspur               | Premier League      | 0     | 0     |